# 2011 في ألمانيا
فيما يلي قوائم الأحداث التي وقعت خلال عام 2011 في ألمانيا.

## سياسة

### تعيين في المنصب
- 3 مارس – توماس دي ميزير وزير الدفاع الألماني.
- 3 مارس – هانز بيتر فريدرش وزير الداخلية الاتحادي.
- 7 مارس – أولاف شولتس عمدة هامبورغ  [لغات أخرى]‏.
- 12 مايو – وينفريد كريتشمان رئيس وزراء ولاية بادن-فورتمبيرغ.
- 16 مايو – فيليب روسلير نائب المستشار.
- 18 مايو – يوليا كلوكنر عضو مجلس الشورى الموحد في راينلاند بالاتينات.
- 1 أكتوبر – مانويلا شفسيغ عضو مجلس الشورى الموحد لمكلنبورغ-فوربومرن.
- 1 نوفمبر – هورست زيهوفر رئيس البوندسرات.

### انتهاء فترة المنصب
- 1 يناير – كريستيان ليندنر الأمين العام للحزب الديمقراطي الحر ‏.
- 15 فبراير – يوليا كلوكنر سكرتير برلماني في ألمانيا [الإنجليزية]‏،عضو في البوندستاغ الألماني.
- 3 مارس – توماس دي ميزير وزير الداخلية الاتحادي.
- 3 مارس – كارل تيودور تسو غوتنبرغ عضو في البوندستاغ الألماني، وزير الدفاع الألماني.
- 10 مارس – أولاف شولتس عضو في البوندستاغ الألماني.
- 1 مايو – شتيفان مابوس رئيس وزراء ولاية بادن-فورتمبيرغ.
- 16 مايو – غيدو فيسترفيله نائب المستشار.
- 1 أكتوبر – مانويلا شفسيغ عضو مجلس الشورى الموحد لمكلنبورغ-فوربومرن.
- 31 أكتوبر – هانيلورة كرافت رئيس البوندسرات.

## رياضة
- 1 يناير – كأس العالم لكرة القدم للسيدات 2011
- 24 يوليو – جائزة ألمانيا الكبرى 2011 الفائز لويس هاملتون.
- 21 أغسطس – طواف فاتينفول 2011

## أفلام
من الأفلام التي صدرت هذه السنة في ألمانيا:
- 1 يناير – دون 2 من إخراج فرحان أختر.
- 1 يناير – سوداوية من إخراج لارس فون ترايير.
- 1 يناير – فخ غوانتانامو من إخراج Thomas Wallner [الإنجليزية]‏.
- 1 يناير – لو هافر من إخراج أكي كاوريسمكي.
- 1 يناير – هانا من إخراج جو رايت.
- 13 فبراير – بينا من إخراج فيم فيندرز.
- 18 فبراير – غير معروف من إخراج جومي كوليت سيرا.
- 12 أغسطس – 30 دقيقة أو أقل من إخراج روبن فليشر.
- 1 سبتمبر – الفرسان الثلاثة من إخراج بول أندرسون.
- 2 سبتمبر – طريقة خطيرة من إخراج ديفد كروننبرغ.
- 5 سبتمبر – سمكري خياط جندي جاسوس من إخراج توماس ألفريدسون.
- 9 سبتمبر – إيليس من إخراج مالجورزاتا سزوموسكا.
- 11 سبتمبر – أنونيموس من إخراج رولان إيميريش.
- 12 ديسمبر – الفتاة ذات وشم التنين من إخراج ديفيد فينشر.

## برامج ومسلسلات وأنمي
- الحب الممنوع

## كتب
من الكتب التي صدرت هذه السنة في ألمانيا:
- 9 مايو – مصادر الطاقة المتجددة والتخفيف من آثار التغير المناخي من تأليف Ottmar Edenhofer [الإنجليزية]‏.

## وفيات

### يناير
- 1 يناير – هانس جورغن بورشيرز (مواليد 1926)
- 3 يناير – إيفا شتريتماتر (مواليد 1930) شاعرة ألمانية.
- 24 يناير – بيرند إيشنجر (مواليد 1949)

### مارس
- 27 مارس – فريتز فاغنر (مواليد 1934)

### أبريل
- 3 أبريل – هانز باوس (مواليد 1937) فيزيائي ألماني.

### مايو
- 3 مايو – غونتر بيكم (مواليد 1921) سائق فورمولا 1 ألماني.
- 5 مايو – هيلموت ايرهارت (مواليد 1927) فيزيائي ألماني.
- 19 مايو – اروين ويلي بيكر (مواليد 1920) فيزيائي ألماني.
- 25 مايو – توماس إيسنر (مواليد 1929)

### يونيو
- 10 يونيو – فرانز ريتز (مواليد 1929) درّاج طريق ألماني.
- 13 يونيو – كارل مولر (مواليد 1925) كاتب ومؤلف ألماني.
- 18 يونيو – أولريش بيسينجير (مواليد 1933) لاعب كرة قدم ألماني.

### يوليو
- 20 يوليو – لوسيان فرويد (مواليد 1922)

### أغسطس
- 6 أغسطس – كونو كلوتزر (مواليد 1922)

### سبتمبر
- 14 سبتمبر – ردولف موسباور (مواليد 1929)

### أكتوبر
- 17 أكتوبر – مانفريد كيرلاخ (مواليد 1928)
- 29 أكتوبر – هاينريش بورك (مواليد 1914) كاتب ألماني.